# Nikkel(II)bromide
Nikkel(II)bromide is het nikkelzout van waterstofbromide, met als brutoformule NiBr2. De stof komt voor als een geel-bruin sterk hygroscopisch kristallijn poeder, dat zeer goed oplosbaar is in water. Het komt ook voor als trihydraat.

## Synthese
Nikkel(II)bromide wordt bereid door een redox-reactie van verhit zuiver nikkel en dibroom:
{\displaystyle \mathrm {Ni\ +\ Br_{2}\longrightarrow \ NiBr_{2}} }

## Toepassingen
Nikkel(II)bromide kent nauwelijks praktische toepassingen, maar wordt in het laboratorium gebruikt bij de synthese van andere nikkelverbindingen, zoals de complexen bis(trifenylfosfine)-nikkel(II)bromide en hexamminenikkel(II)bromide.